# Stockholmskvartetten
Stockholmskvartetten är ett namn som burits av flera  skilda stråkkvartetter  med stockholmsmusiker som medlemmar. Den första verkade under åren 1928-1950, den andra framträdde 1979 och 1980, och den tredje har verkat sedan 1987.

## Stockholmskvartetten (1928)
Den första Stockholmskvartetten grundades 1928 av cellisten Carl Christiansen  och violinisten  Ernst Törnqvist (primarie). Bägge hade varit medlemmar av den 1927 upplösta Kjellströmkvartetten och var konsertmästare i Stockholms Konsertförenings orkester, i dag Kungliga Filharmoniska Orkestern. Övriga medlemmar var John Hylbom (andreaviolin), och S. Blomqvist (viola). Efter att Christiansen avlidit 1947 ombildades kvartetten. Den upplöstes omkring år 1950.

## Stockholmskvartetten (aktiv 1979)
En andra stråkkvartett med namnet Stockholmskvartetten framträdde 1979 i Sveriges Radio samt 1980 med en skivinspelning av verk av Brahms och Lars-Erik Larsson. Denna kvartett bestod av Tore Johnsen och Martin Bylund (violin), Holger Hansson (viola) samt Kjell Bjurling (violoncell). 

### Diskografi
- 1980 – Johannes Brahms: Stråkkvartett nr 3 b-dur op 67 / Lars-Erik Larsson: Stråkkvartett nr 3 op 65 (LP, Caprice Records)

## Stockholmskvartetten (1987)
Stockholmskvartetten nygrundades 1987 av cellisten Tommy Svanström och har sedan bestått av musiker från Kungliga Hovkapellet.  Kvartetten har förutom Svanström haft en skiftande besättning. Sedan 1991 har Ylva Larsson (Svanström) varit primarie. Säsongen 2017-2018 spelade Berit Mattsson andraviolin och Jakob Ruthberg viola. 
Kvartetten har givit konserter i Norden, Schweiz, Frankrike, Slovakien  och Tyskland. Den har också gjort flera grammofoninspelningar. 

### Diskografi
- 1991 – Äldre svenska stråkkvartetter / Memorable Swedish string quartets, vol. 1:I-V (CD-box, Caprice Records)
- 1991 – Pelle Almgren & Wow Liksom: Allting är bra! (CD, Metronome)
- 1993 – Stellan Sagvik: Osannolik snarlik kammarmusik. 2  (kassett, Nosag)
- 1995 – Stellan Sagvik: Efter passionen (CD, Nosag)
- 1995 – Lars-Erik Larsson: Saxophone Concerto (CD, Caprice Records)
- 1995 – Elfrida Andrée: Musik på Hammersta slott – Kammarmusik (CD, Caprice Records)
- 1998 – Solveig Faringer & Mats Bergström: Sjung med oss mamma – 21 kända och okända visor av Alice Tegnér (CD, Albada)
- 1998 –  Pearls from Nosag Records 1998 (CD, Nosag)
- 1999 (?) – Stellan Sagvik: Osannolik snarlik kammarmusik. 1 (kassett, Nosag)
- 2003 – Jan Wallgren: Vandring (CD, Nosag)
- 2004 – Martin Larson: Uruk (CD, Nosag)
- 2005 – Bo Hansson: Differences (CD, Nosag)
- 2007 – Elise Einarsdotter ensemble: Snövind & sommarbris

## Övrigt
Namnet "Stockholmskvartetten" har även använts av en i övrigt okänd ensemble, vilken 1935 ackompanjerade sångare såsom Gösta Kjellertz och Wilhelm Hedqvist i schlagermelodier för skivmärket Parad.